# Marco Tasca
Marco Tasca (n. Sant'Angelo di Piove di Sacco, Véneto, Italia, 9 de junio de 1957) es un arzobispo católico, psicólogo, profesor, filósofo y teólogo italiano. Ordenado sacerdote en marzo de 1983, ha ejercido todo su ministerio sacerdotal dentro de la Orden de Frailes Menores Conventuales, en la cual se ha dedicado de manera exclusiva a la formación de los futuros frailes franciscanos.
Cabe destacar que ha sido durante un total de doce años el superior general de la Orden Franciscana.
Actualmente, el día 8 de mayo de 2020 ha sido elegido por el papa Francisco como nuevo arzobispo metropolitano de Génova.

## Biografía

### Primeros años y formación
Nació el día 9 de junio del año 1957 en la localidad italiana de Sant'Angelo di Piove di Sacco, situada en la Provincia de Padua y Región de Véneto. Sus padres son Antonio y Santa.
En 1977 comenzó sus estudios de Filosofía y Teología por el Instituto Teológico San Antonio Dottore de Padua, recibiendo en 1982 su licenciatura en ambas materias.
En 1982 se mudó a la ciudad de Roma para continuar con sus estudios superiores por la Universidad Pontificia Salesiana (UNISAL), en la cual en 1986 logró obtener una licenciatura en Psicología y dos años más tarde en Teología pastoral. 

### Vida religiosa
Cuando era jovencito descubrió su vocación religiosa y eso le llevó a ingresar el 29 de septiembre de 1968 en la Orden de Frailes Menores Conventuales (O.F.M.Conv.), más conocidos como los Franciscanos Conventuales. 
Como miembro de esta orden, asistió a sus propios seminarios menores situados en las localidades de Camposampiero, Pedavena y Brescia.
Después de su estancia en estos seminarios, en 1976 empezó a hacer su noviciado en la Basílica de San Antonio de Padua, hasta que el 17 de septiembre de 1977 profesó sus primeros votos monásticos.
Mientras tanto, el 28 de noviembre de 1981 profesó sus votos solemnes en la Basílica de San Antonio de Padua.
En Roma, estuvo alojado dentro de la Pontificia Facultad de Teología de San Bonaventura (Seraphicum), que es una institución educativa perteneciente a su orden religiosa.
Durante su estancia en Roma, regresó un tiempo a su tierra natal porque finalmente el día 19 de marzo de 1983 en la parroquia de su pueblo, Sant'Angelo di Piove di Sacco, recibió la ordenación sacerdotal por el entonces Obispo de Padua, Filippo Franceschi. 
Como al mismo tiempo que estudiaba fue ordenado sacerdote, estuvo compaginando sus estudios universitarios con su primer trabajo como Pastor en la Iglesia de San José de Cupertino de Roma.
Una vez concluidos sus estudios en la capital, regresó de nuevo a la Provincia de Padua para dedicarse a la formación inicial de jóvenes candidatos para la vida franciscana.
Primeramente, en 1988 fue Rector del Seminario Menor de San Francisco de Brescia.
A partir de 1994 pasó a ser Rector de los frailes estudiantes de teología en el post-noviciado del Instituto Teológico San Antonio Dottore de Padua.
Durante el Capítulo Provincial Ordinario de 2001 fue elegido Custodio Capitular y Tutor del Seminario Menor de Camposampiero.
En 2005, durante el siguiente Capítulo Provincial fue elegido Ministro Provincial. También se convirtió en Vicepresidente Nacional de la Conferencia Italiana de los Superiores Mayores (CISM) y Presidente del Movimiento Franciscano del Nordeste (Mo.Fra.Ne).
En 2007 participó en el 199.º Capítulo General Ordinario celebrado en el Sagrado Convento de San Francisco en Asís, en el cual durante la reunión que tuvo lugar el 26 de mayo fue elegido como superior general de la Orden de Frailes Menores Conventuales, convirtiéndose de esta manera en el 119.º sucesor de San Francisco de Asís.
Seis años después, concretamente el 29 de enero de 2013, el 200.º Capítulo General Ordinario de la orden lo reelige superior general por un nuevo mandato de otros seis años.
Finalmente su mandato termina el 25 de mayo de 2019 con la elección de Carlos Alberto Trovarelli como nuevo superior general.
Dentro de la Unión de Superiores Generales fue elegido presidente de la Comisión Jurídica de 2013 a 2019 y fue varias veces presidente de la Conferencia de Ministros Generales Franciscanos y de la Familia Franciscana. Como representante de los religiosos, participó tres veces en la Asamblea General Ordinaria del Sínodo de los Obispos como Sodalis: en 2012 en el Sínodo sobre la nueva evangelización para la transmisión de la fe cristiana, en 2015 en el Sínodo sobre la vocación y la misión de la familia en la Iglesia y en el mundo contemporáneo y en 2018 en el Sínodo los jóvenes, la fe y el discernimiento vocacional.

## Episcopado

### Arzobispo de Génova
El 8 de mayo de 2020, el Santo Padre Francisco lo nombró V Arzobispo Metropolitano de la Arquidiócesis de Génova.
Recibió la ordenación episcopal el 11 de julio de manos del cardenal Angelo Bagnasco.